# Dùn Chonnuill
Dùn Chonnuill ou Dùn Channuill, est une île inhabitée du Royaume-Uni située en Écosse, dans l'archipel des Garvellachs. Elle abrite un château en ruine datant probablement de 1400.